# Qasr ibn Wardan
Qasr ibn Wardan (en arabe : قصر أبن وردان) est un complexe militaire du VIe siècle du désert syrien, situé approximativement à 60 km au nord-est de Hama, près de la ville de al-Hamraa.
Le complexe se compose d'un palais, d'une église et d'une caserne érigés au milieu du VIe siècle par l'empereur byzantin Justinien Ier (r. 527-565) comme élément d'une ligne défensive (avec Resafa et Halabiyé) contre les Perses sassanides. Son style unique, directement « importé » de Constantinople, retrouvé nulle part ailleurs dans la Syrie moderne, a probablement été choisi pour impressionner les tribus bédouines locales et renforcer leur contrôle. Le basalte fut importé d'un lieu lointain au nord ou au sud du site, et les colonnes et chapiteaux en marbre sont supposés venir d'Apamée.
Rien ne reste de la caserne aujourd'hui. Le palais fut probablement aussi la résidence du gouverneur local. La partie la mieux conservée est la façade sud, alternée de bande de basalte noir et de briques jaunes. Des vestiges d'écuries ont été retrouvés dans la partie nord du site, et de petits bains publics à l'est du palais. La fonction de chaque pièce était indiquée par des gravures sur les pierres.
L'église (carrée avec une nef centrale et deux ailes sur les côtés) se trouve à l'ouest du palais, avec une architecture similaire mais de taille plus réduite. Elle était originellement couverte d'un grand dôme (seul un pendentif demeure aujourd'hui), et montre un exemple des premières techniques byzantines de construction de dôme. À l'origine, trois côtés (dont seuls subsistent les côtés nord et sud) avec des galeries à l'étage réservées aux femmes. Le quatrième côté est terminé par une abside typiquement byzantine, semi-circulaire et coiffée d'un demi-dôme.

## Galerie

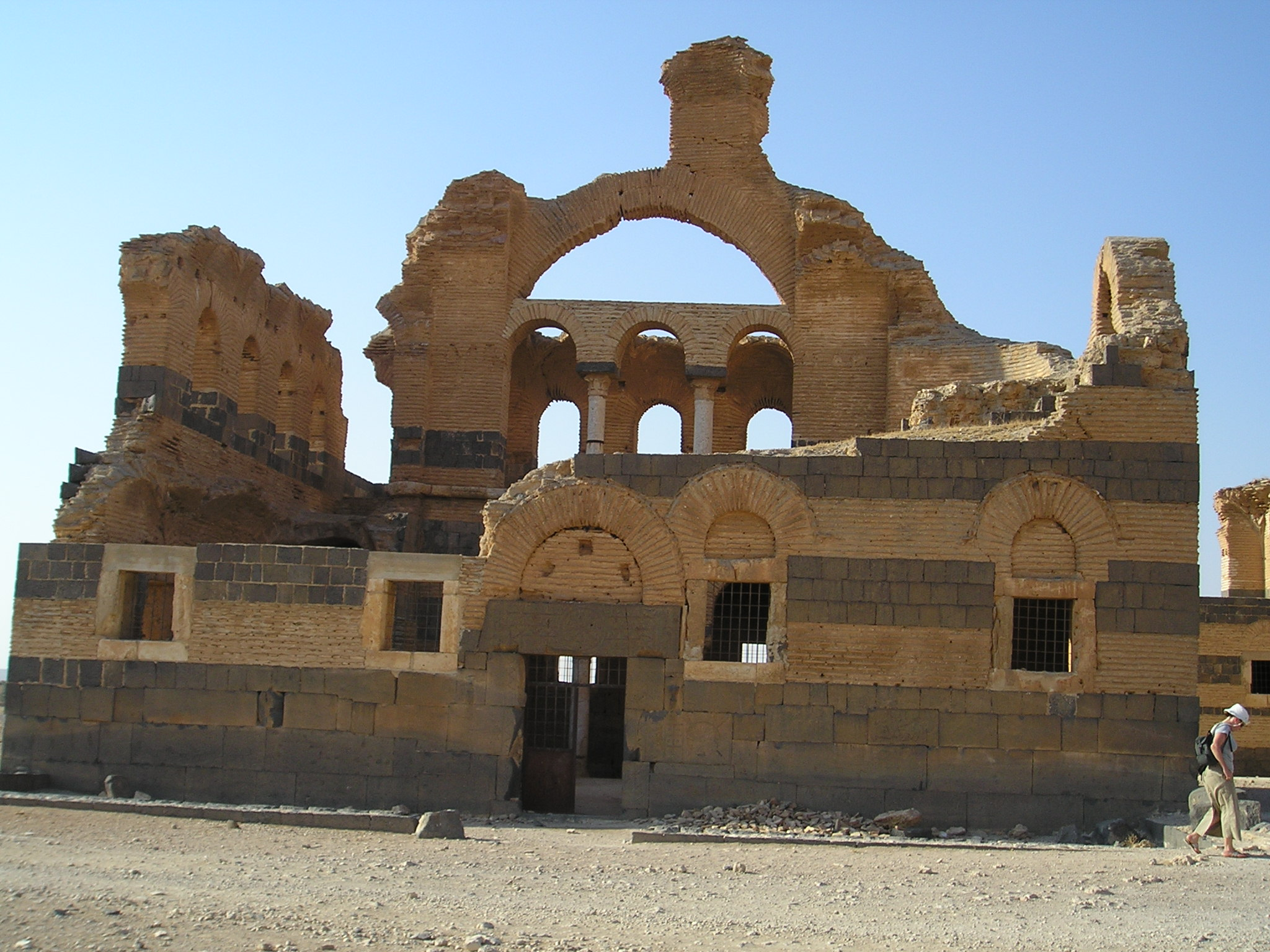
Vestiges de l'église.
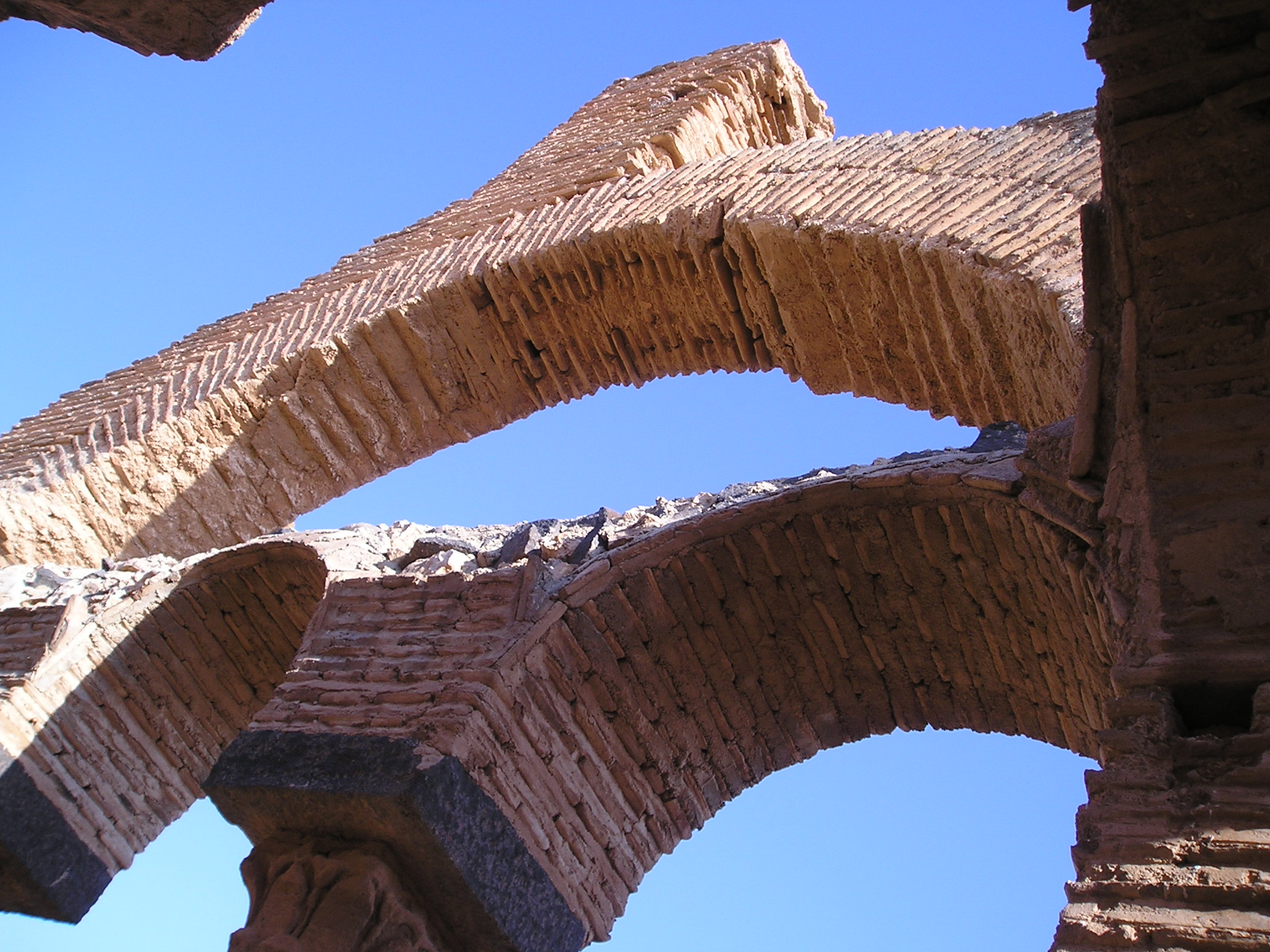
Arches préservées de l'église.
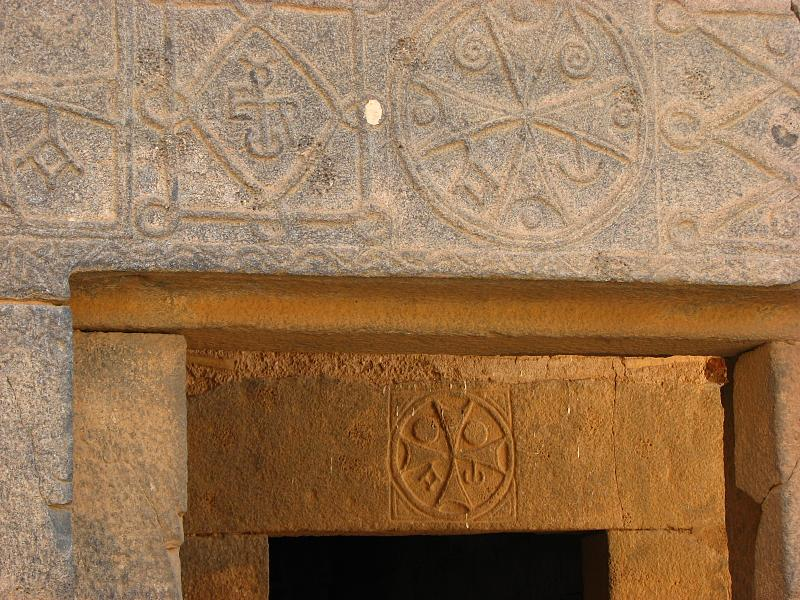
Détails de gravures sur pierre.
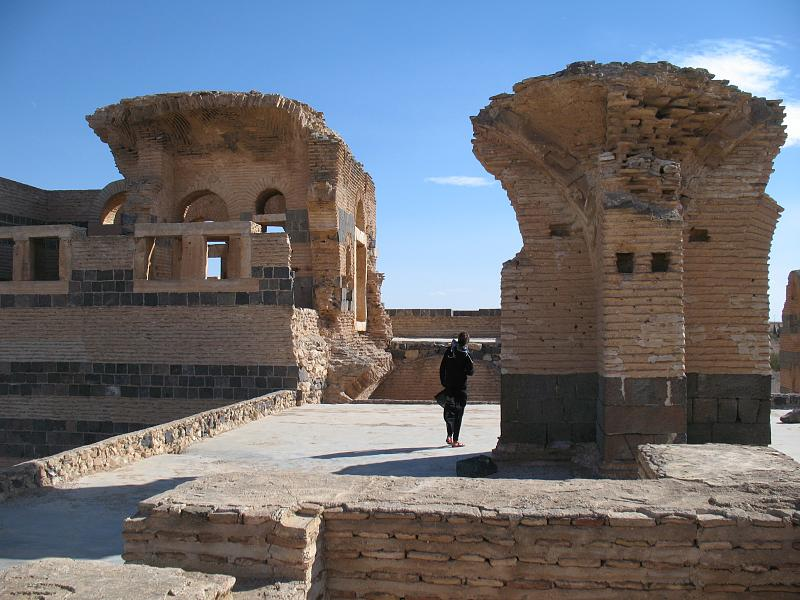
Vestiges du palais.